# Hiroshima (película)
Hiroshima es una película coproducida en 2009 por Uruguay, Argentina, España y Colombia. Escrita y dirigida por Pablo Stoll, es un drama protagonizado por Juan Andrés Stoll, Mario Stoll, Guillermo Stoll, Juan Carlos Garza, Leonor Courtoisie y Alejandro Castiglioni. Basada en la vida real del actor principal de la película —hermano del director—, es la historia de Juan, un personaje solitario que vive inmerso en un mundo propio.

## Exhibiciones
Fue estrenada comercialmente el 7 de enero de 2010 en México después de haber sido exhibida en diversos festivales: 
- Festival Internacional de Cine de Toronto, Canadá el 15 de septiembre de 2009.
- Festival Internacional de Cine de Mar del Plata, Argentina el 12 de noviembre de 2009
- Festiwal Filmy Swiata ale kino!, Polonia, el 22 de noviembre de 2009
- Festival Internacional de Cine de Róterdam, Países Bajos el 28 de enero de 2010
- Festival Internacional de Cine de Río de Janeiro, Brasil el 25 de septiembre de 2010
- Festival de Cine Internacional de Leeds, Reino Unido el 15 de noviembre de 2010

## Protagonistas
- Juan Andrés Stoll (Juan)
- Mario Stoll (papá de Juan)
- Guillermo Stoll (hermano de Juan)
- Juan Carlos Garza
- Leonor Courtoisie (novia de Juan)
- Alejandro Castiglioni (propietario del cibercafé)

## Premios
- Festival Internacional de Cine de Mar del Plata de 2009: mejor película iberoamericana (mención especial).
- Festival Internacional del Nuevo Cine Latinoamericano de La Habana de 2009: mención especial del jurado de la Asociación Internacional de Críticos de Cine.[2]

## Comentarios
Enrique Buchichio para el sitio web Cartelera escribió:

«Es una película con mucha música, en la que las canciones hablan por sus personajes (como en los musicales) pero en la que los diálogos no son oídos aunque sí leídos, del mismo modo en que se leían los diálogos en las películas mudas. Un musical mudo, se diría. En busca de esa voz propia, Stoll no solo regresa a algunos de los orígenes del cine (el ya mencionado recurso de silenciar los diálogos, las escenas que se alargan a veces hasta la exasperación…sino también a sus orígenes familiares. Hiroshima (título que cobra sentido sólo al final) es de algún modo un retrato familiar desde el punto de vista de Juan, a quien la cámara sigue desde el amanecer, cuando sale de trabajar en una panadería, hasta la noche, cuando llega a un toque junto a su banda....lo más destacable es que en Uruguay alguien como Stoll pueda hacer, a pesar de expectativas ajenas y mochilas a cuestas, la película que le venga en gana, la que le nazca de las entrañas.»

Ana Ravera para el sitio web Cine maldito opinó:

«… lo más destacable de la película no es la trama en sí misma, sino la forma en que Stoll decide contarla. Es un musical mudo, donde la música es la verdadera protagonista y los diálogos están silenciados. …A nivel de lenguaje cinematográfico es un cúmulo de homenajes y relecturas...Stoll hace uso del sonido de forma muy expresiva, el cual corta abruptamente cuando los personajes hablan a través de la transcripción de los diálogos, lo que enfatiza la incomodidad de Juan con la comunicación verbal. El resultado es un híbrido, un cine contemporáneo en transición y búsqueda constante de su propia forma. Stoll se despoja de la mirada ajena y se centra en una puesta en escena extremadamente personal como no se había visto antes en Uruguay. Un film desconcertante, que puede resultar irritante para espectadores con poca paciencia. Un autor que con esta película marca su vuelta al cine luego de una devastadora pérdida personal, retornando a  sus orígenes familiares.  Y creo que eso es algo con lo que todos podemos identificarnos, cuando nos sentimos perdidos, nada mejor que volver a casa.»